# Schindlerskopf
De Schindlerskopf is een berg in de deelstaat Beieren, Duitsland. De berg heeft een hoogte van 1940 meter.
De Schindlerskopf is onderdeel van het Estergebergte, dat weer deel uitmaakt van de Bayerische Voralpen.